# الكسندر مالكوم جاكوب
الكسندر مالكوم جاكوب (بالتركية: Alexander Malcolm Jacob)‏ هو شخصية أعمال تركي، ولد في 1849، وتوفي في 1921.